# 32007 Amirhelmy
32007 Amirhelmy este un asteroid din centura principală de asteroizi.

## Descriere
32007 Amirhelmy este un asteroid din centura principală de asteroizi. A fost descoperit pe 29 aprilie 2000 la Socorro, New Mexico, în cadrul proiectului LINEAR. Asteroidul prezintă o orbită caracterizată de o semiaxă mare de 2,23 ua, o excentricitate de 0,15 și o înclinație de 6,2° în raport cu ecliptica.